# Cyclyrius
Cyclyrius is een geslacht van vlinders van de familie van de Lycaenidae, uit de onderfamilie van de Polyommatinae (blauwtjes). De wetenschappelijke naam en de beschrijving van dit geslacht zijn voor het eerst gepubliceerd in 1897 door Arthur Gardiner Butler.

## Soorten
- C. webbianus (Brullé, 1840) - Canarisch blauwtje

### Status onduidelijk
- C. naguasa Trimen
- C. sharpei Butler